# Franz Weidenreich
Franz Weidenreich (ur. 7 czerwca 1873 w Edenkoben (Palatynat), zm. 11 lipca 1948 w Nowym Jorku) – niemiecko-żydowski profesor, anatom i antropolog.

## Wczesne lata życia i nauka
Był najmłodszym z czwórki dzieci, żydowskiego małżeństwa Carla i Frederiki (z domu Edeshaimer) Weidenreich. Ojciec był kupcem, matka zajmowała się domem. Ukończył gimnazjum humanistyczne w Landau, następnie przez sześć lat studiował medycynę i nauki pokrewne na czterech niemieckich uniwersytetach w Monachium, Kolonii, Berlinie i Strasburgu, gdzie w 1899 obronił pracę doktorską rozprawę doktorską na temat centralnego jądra ludzkiego móżdżku. Współpracował z profesorem Gustawem Schwalbe.
W 1903 ożenił się z Matyldą Neuberger, mieli trzy córki. Jego hobby była botanika i wspinaczka górska (szczególnie po Alpach).

## Kariera naukowa
Wykładał anatomię w Strasburgu od 1899 do 1918 i w Heidelbergu od 1921 do 1924. W 1928 został mianowany profesorem antropologii na Uniwersytecie we Frankfurcie nad Menem. W 1935 roku, w czasie reżimu nazistowskiego, opuścił Niemcy i objął stanowisko w Union Medical College w Pekinie (Pekin) w Chinach. W 1940 osiadł w Stanach Zjednoczonych i od 1941 aż do śmierci związany był z American Museum of Natural History w Nowym Jorku; publikował prace dotyczące typologii konstytucjonalnej pitekantropów.
Wysnuł teorię na podstawie zaawansowanych szczątków z okolic Pekinu, iż mogą one należeć tylko do gatunku należącego w prostej linii do Homo sapiens. Oznaczało to, że pierwszy człowiek pojawił się w Chinach. 
Następnie zmienił swoją teorię i ogłosił, że człowiek narodził się w kilku miejscach jednocześnie i rozwijał się niezależnie. 
Jego uczeń Carleton Coon, idąc tropem swojego profesora stwarza pierwszą naukową teorię, udowadniająca słuszność rasizmu. 